# Мој приватни Ајдахо
Мој приватни Ајдахо (енгл. My Own Private Idaho) амерички је независни пустоловни драмски филм Гаса Ван Сена из 1991. године. Филм је лабаво заснован на Шекспировим историјским драмама Хенри IV, део први, Хенри IV, део други и Хенри V. Прича прати два пријатеља, Мајка Вотерса и Скота Фејвора, које играју Ривер Финикс и Кијану Ривс, док крећу на путовање личног открића, које их води из Портланда у Орегону у Мајков родни град у Ајдаху, а затим у Рим у потрази за Мајковом мајком.
Мој приватни Ајдахо сматрају знаменитим филмом у оквиру покрета Нова квир кинематографија из раних 1990-их у стварању независног филма са квир тематиком. Од објављивања, популарност му је порасла и сматран је култним класиком, посебно међу ЛГБТ публиком. Филм је познат по својој тадашњој табу теми и авангардном стилу.

## Радња
Мајк, мушка проститутка, стоји сам на пустом делу аутопута. Почиње да прича сам са собом и примећује да пут изгледа „као нечије лице, као сјебано лице“. Затим доживљава нарколептичну епизоду и сања како га мајка теши док му се у мислима врте кућни филмови из његовог детињства.
Касније, након што му је клијент урадио фелацио у Сијетлу, Мајк се враћа на своја омиљена места да покупи клијенте. Покупи га богата старија жена, која га одведе у своју вилу, где затиче два друга такође из његовог посла, које је такође унајмила. Један од њих је Скот Фејвор, Мајков најбољи пријатељ, а други Гери. Док се припрема за секс са женом, Мајк има још једну нарколептичну епизоду и буди се следећег дана са Скотом у Портланду, у Орегону.
Мајк и Скот се ускоро поново сусрећу са Бобом Пиџоном, средовечним ментором банди уличне деце и проститутки који живе у напуштеној стамбеној згради. Скот, син градоначелника Портланда, поверава Бобу да ће, када напуни 21 годину, наследити очево богатство и повући се са улице. У међувремену, Мајк жуди да пронађе своју мајку, па он и Скот одлазе у Ајдахо да посете Мајковог старијег брата, Ричарда. На овом путу, Мајк признаје Скоту да је заљубљен у њега, а Скот нежно подсећа Мајка да спава са мушкарцима само за новац. Ричард прича причу о човеку за кога тврди да је Мајков отац, али Мајк каже да зна да је то Ричард. Ричард обавештава Мајка да њихова мајка ради као собарица у хотелу; када Мајк и Скот посете њено радно место, сазнају да је отишла у Италију у потрази за сопственом породицом. У хотелу сусрећу Ханса, човека који их је одвезао у Портланд, и проституишу се код њега.
Са новцем који добију од Ханса, Мајк и Скот путују у Италију. Проналазе сеоску кућу у којој је Мајкова мајка радила као собарица и учитељ енглеског. Кармела, млада жена која тамо живи, каже Мајку да се његова мајка вратила у Сједињене Државе пре неколико месеци. Кармела и Скот се заљубљују и враћају у САД, остављајући Мајка сломљеног срца да се сам врати. Скотов отац умире, а Скот наслеђује његово богатство.
Назад у Портланду, Боб и његова екипа се суочавају са другачијим Скотом у модерном ресторану, али их он одбија. Те ноћи, Боб има фатални срчани удар. Следећег дана момци држе хаотичну сахрану за Боба, док на истом гробљу, неколико метара даље, Скот присуствује свечаној сахрани свог оца. На крају филма, Мајк се враћа на напуштени део аутопута Ајдахо. Након што је упао у још један нарколептични ступор, два странца се заустављају у камиону, узимају му ранац и ципеле и одлазе. Неколико тренутака касније, непозната фигура зауставља се у аутомобилу, подиже онесвешћеног Мајка, ставља га у возило и одлази.